# Ласкіно (Калінінградська область)
Ласкіно (рос. Ласкино) — селище Гур'євського міського округу, Калінінградської області Росії. Входить до складу Новомосковського сільського поселення.
Населення —  280 осіб (2015 рік). 

## Населення
| 2002 | 2010 | 2011 |
| ---- | ---- | ---- |
| 210  | ↗621 | ↘280 |